# Liste des gonfaloniers de justice et prieurs de la république de Florence dans les années 1370
Pour des articles plus généraux, voir Liste des gonfaloniers de justice et prieurs de la république de Florence et Liste des gonfaloniers de justice et prieurs de la république de Florence au XIVe siècle.
Cet article dresse une liste des gonfaloniers de justice et prieurs de la république de Florence dans les années 1370.

## 1370
| Période de gouvernement            | Gonfaloniers de Justice et Prieurs                              | Notes                                                              |
| ---------------------------------- | --------------------------------------------------------------- | ------------------------------------------------------------------ |
| 1er janvier 1370-28 février 1370   | Lapo di Duccio Bucelli                                          | Gonf. issu du q. Santa Croce.                                      |
| 1er janvier 1370-28 février 1370   | Giovanni di Giunta                                              | Pr. du q. San Spirito. Drapier (lanaiolo).                         |
| 1er janvier 1370-28 février 1370   | Piero di Bino                                                   | Pr. du q. San Spirito.                                             |
| 1er janvier 1370-28 février 1370   | Piero di Gerino (ou Gerini)                                     | Pr. du q. Santa Croce. Boucher (beccaio).                          |
| 1er janvier 1370-28 février 1370   | Francesco di Pepe (ou Pepi)                                     | Pr. du q. Santa Croce. Drapier (pannaiolo).                        |
| 1er janvier 1370-28 février 1370   | Mess. Pazzino di Mess. Francesco Strozzi                        | Pr. du q. Santa Maria Novella.                                     |
| 1er janvier 1370-28 février 1370   | Priore del Pera Baldovinetti                                    | Pr. du q. Santa Maria Novella.                                     |
| 1er janvier 1370-28 février 1370   | Biagio di Bonaccio Guasconi                                     | Pr. du q. San Giovanni.                                            |
| 1er janvier 1370-28 février 1370   | Gucciozzo d'Ardingo de'Ricci                                    | Pr. du q. San Giovanni.                                            |
| 1er mars 1370-30 avril 1370        | Bartolo di More Ubaldini                                        | Gonf. issu du q. Santa Maria Novella.                              |
| 1er mars 1370-30 avril 1370        | Piero di Zucchero Soderini                                      | Pr. du q. San Spirito.                                             |
| 1er mars 1370-30 avril 1370        | Bonaccorso di Rucco Pitti                                       | Pr. du q. San Spirito.                                             |
| 1er mars 1370-30 avril 1370        | Dino di Geri Cignamochi (ou Tigliamochi, ou Cigliamochi)        | Pr. du q. Santa Croce.                                             |
| 1er mars 1370-30 avril 1370        | Giovanni di Mannino                                             | Pr. du q. Santa Croce. Marchand de tissu au détail (ritagliatore). |
| 1er mars 1370-30 avril 1370        | Gherardo di Bartolino                                           | Pr. du q. Santa Maria Novella. Tisserand (pezzaio).                |
| 1er mars 1370-30 avril 1370        | Stagio di Bartolo                                               | Pr. du q. Santa Maria Novella. Forgeron (ferraiolo) ?              |
| 1er mars 1370-30 avril 1370        | Cantino d'Agnolo di Lapo del Cante                              | Pr. du q. San Giovanni.                                            |
| 1er mars 1370-30 avril 1370        | Duccio di Giovanni                                              | Pr. du q. San Giovanni. Sellier (sellaio).                         |
| 1er mai 1370-30 juin 1370          | Salvestro di Mess. Alamanno de'Medici                           | Gonf. issu du q. San Giovanni.                                     |
| 1er mai 1370-30 juin 1370          | Giovanni di Dino                                                | Pr. du q. San Spirito. Apothicaire (speziale).                     |
| 1er mai 1370-30 juin 1370          | Bartolo di Cenni Biliotti                                       | Pr. du q. San Spirito.                                             |
| 1er mai 1370-30 juin 1370          | Simone di Rinieri Peruzzi                                       | Pr. du q. Santa Croce.                                             |
| 1er mai 1370-30 juin 1370          | Agnolo di Piero Covoni                                          | Pr. du q. Santa Croce.                                             |
| 1er mai 1370-30 juin 1370          | Filippo d'Ugo                                                   | Pr. du q. Santa Maria Novella. Apothicaire (speziale).             |
| 1er mai 1370-30 juin 1370          | Ghino di Bernardo Anselmi                                       | Pr. du q. Santa Maria Novella.                                     |
| 1er mai 1370-30 juin 1370          | Miniato di Nuccio                                               | Pr. du q. San Giovanni. Cordier (funaiolo).                        |
| 1er mai 1370-30 juin 1370          | Nuccio di Matteo                                                | Pr. du q. San Giovanni. Fabricant de meubles (tavolacciaio).       |
| 1er juillet 1370-31 août 1370      | Mess. Donato Velluti                                            | Gonf. issu du q. San Spirito. Mort en charge.                      |
| 1er juillet 1370-31 août 1370      | Sandro di Simone da Quarata (ou Quaratesi)                      | Gonf. issu du q. San Spirito. Élu en remplacement du précédent.    |
| 1er juillet 1370-31 août 1370      | Niccolò di Brunetto di Ventura Brunetti                         | Pr. du q. San Spirito. Fromager (pizzicagnolo).                    |
| 1er juillet 1370-31 août 1370      | Andrea di Niccolino                                             | Pr. du q. San Spirito. Cordonnier (calzolaio).                     |
| 1er juillet 1370-31 août 1370      | Niccolò d'Ugolino de'Giugni                                     | Pr. du q. Santa Croce.                                             |
| 1er juillet 1370-31 août 1370      | Giovanni di Lapo Corsi                                          | Pr. du q. Santa Croce.                                             |
| 1er juillet 1370-31 août 1370      | Ubaldino di Fastello Petriboni                                  | Pr. du q. Santa Maria Novella.                                     |
| 1er juillet 1370-31 août 1370      | Donato di Tecchino Rinaldi (ou Ammannato di Tecchino Rinaldi ?) | Pr. du q. Santa Maria Novella.                                     |
| 1er juillet 1370-31 août 1370      | Francesco di Benedetto Gucci                                    | Pr. du q. San Giovanni.                                            |
| 1er juillet 1370-31 août 1370      | Caroccio d'Andrea del Nero                                      | Pr. du q. San Giovanni.                                            |
| 1er septembre 1370-31 octobre 1370 | Giovanni di Mess. Lotto Salviati                                | Gonf. issu du q. Santa Croce.                                      |
| 1er septembre 1370-31 octobre 1370 | Andrea di Cappone Capponi                                       | Pr. du q. San Spirito.                                             |
| 1er septembre 1370-31 octobre 1370 | Jacopo di Lapo Gavacciani                                       | Pr. du q. San Spirito.                                             |
| 1er septembre 1370-31 octobre 1370 | Dino di Nuccio Miniati                                          | Pr. du q. Santa Croce. Artisan du cuir (coreggiaio).               |
| 1er septembre 1370-31 octobre 1370 | Orlando d'Avviato (ou Avviati)                                  | Pr. du q. Santa Croce. Forgeron (fabbro).                          |
| 1er septembre 1370-31 octobre 1370 | Giovanni di Giano Berardi                                       | Pr. du q. Santa Maria Novella. Tisseur sur soie (setaiolo) ?       |
| 1er septembre 1370-31 octobre 1370 | Ambrogio Meringhi                                               | Pr. du q. Santa Maria Novella.                                     |
| 1er septembre 1370-31 octobre 1370 | Guerriante di Matteo Marignolli                                 | Pr. du q. San Giovanni.                                            |
| 1er septembre 1370-31 octobre 1370 | Giovanni Cambi                                                  | Pr. du q. San Giovanni.                                            |
| 1er novembre 1370-31 décembre 1370 | Baldese di Turino Baldesi (ou Baldese di Terino Baldesi)        | Gonf. issu du q. Santa Maria Novella.                              |
| 1er novembre 1370-31 décembre 1370 | Cione di Vanni Abadinghi                                        | Pr. du q. San Spirito.                                             |
| 1er novembre 1370-31 décembre 1370 | Leonardo di Bindo Ferrucci                                      | Pr. du q. San Spirito.                                             |
| 1er novembre 1370-31 décembre 1370 | Buonaguida di Jacopo di Simone                                  | Pr. du q. Santa Croce. Drapier (lanaiolo).                         |
| 1er novembre 1370-31 décembre 1370 | Bonaccorso di Vanni                                             | Pr. du q. Santa Croce. Orfèvre (orefice).                          |
| 1er novembre 1370-31 décembre 1370 | Maestro Ristoro di Cione                                        | Pr. du q. Santa Maria Novella.                                     |
| 1er novembre 1370-31 décembre 1370 | Tommaso di Giovanni da Careggi                                  | Pr. du q. Santa Maria Novella. Marchand de lin (linaiolo).         |
| 1er novembre 1370-31 décembre 1370 | Alessandro di Niccolò d'Ugo degli Albizzi                       | Pr. du q. San Giovanni.                                            |
| 1er novembre 1370-31 décembre 1370 | Jacopo d'Aldobrandino di Lapo Rinaldi                           | Pr. du q. San Giovanni.                                            |

## 1371
| Période de gouvernement            | Gonfaloniers de Justice et Prieurs                         | Notes                                                              |
| ---------------------------------- | ---------------------------------------------------------- | ------------------------------------------------------------------ |
| 1er janvier 1371-28 février 1371   | Andrea di Vieri Rondinelli                                 | Gonf. issu du q. San Giovanni.                                     |
| 1er janvier 1371-28 février 1371   | Jacopo di Bartolo Strada                                   | Pr. du q. San Spirito.                                             |
| 1er janvier 1371-28 février 1371   | Matteo di Bonaccorso Alderotti                             | Pr. du q. San Spirito.                                             |
| 1er janvier 1371-28 février 1371   | Angelo di Berto Cecchi (ou Agnolo di Berto Cecchi)         | Pr. du q. Santa Croce.                                             |
| 1er janvier 1371-28 février 1371   | Simone di Bonarrota di Simone                              | Pr. du q. Santa Croce.                                             |
| 1er janvier 1371-28 février 1371   | Lapo di Vanni Rucellai                                     | Pr. du q. Santa Maria Novella.                                     |
| 1er janvier 1371-28 février 1371   | Marco di Giotto di Fantone Angelotti                       | Pr. du q. Santa Maria Novella.                                     |
| 1er janvier 1371-28 février 1371   | Bartolo di Lana                                            | Pr. du q. San Giovanni. Menuisier (legnaiolo).                     |
| 1er janvier 1371-28 février 1371   | Niccolò di Benedetto                                       | Pr. du q. San Giovanni. Fripier (rigattiere).                      |
| 1er mars 1371-30 avril 1371        | Jacopo di Banco di Puccio Bencivenni                       | Gonf. issu du q. San Spirito.                                      |
| 1er mars 1371-30 avril 1371        | Piero Scotti                                               | Pr. du q. San Spirito. Cordonnier (calzolaio).                     |
| 1er mars 1371-30 avril 1371        | Andrea di Feo                                              | Pr. du q. San Spirito. Terrassier (lastraiolo).                    |
| 1er mars 1371-30 avril 1371        | Alberto di Castiglionchio (ou da Castiglione ?)            | Pr. du q. Santa Croce.                                             |
| 1er mars 1371-30 avril 1371        | Duccio di Borghino Taddei (ou Domenico di Borghino Taddei) | Pr. du q. Santa Croce.                                             |
| 1er mars 1371-30 avril 1371        | Tellino di Dino                                            | Pr. du q. Santa Maria Novella.                                     |
| 1er mars 1371-30 avril 1371        | Alessandro di Ser Lamberto del Nero Cambi                  | Pr. du q. Santa Maria Novella.                                     |
| 1er mars 1371-30 avril 1371        | Jacopo di Giano Gherardini                                 | Pr. du q. San Giovanni.                                            |
| 1er mars 1371-30 avril 1371        | Bartolommeo di Luca Banchelli                              | Pr. du q. San Giovanni.                                            |
| 1er mai 1371-30 juin 1371          | Bonaccorso di Lapo di Giovanni                             | Gonf.                                                              |
| 1er mai 1371-30 juin 1371          | Guido Di Giovanni Machiavelli                              | Pr. du q. San Spirito.                                             |
| 1er mai 1371-30 juin 1371          | Giovanni di Ser Segna                                      | Pr. du q. San Spirito. Marchand de tissu au détail (ritagliatore). |
| 1er mai 1371-30 juin 1371          | Bartolo di Maso                                            | Pr. du q. Santa Croce. Négociant en vins (vinattiere).             |
| 1er mai 1371-30 juin 1371          | Antonio di Martino                                         | Pr. du q. Santa Croce. Boucher (beccaio).                          |
| 1er mai 1371-30 juin 1371          | Piero di Lippo Aldobrandini                                | Pr. du q. Santa Maria Novella.                                     |
| 1er mai 1371-30 juin 1371          | Bartolo di More Ubaldini                                   | Pr. du q. Santa Maria Novella.                                     |
| 1er mai 1371-30 juin 1371          | Niccolò di Mone Guidi                                      | Pr. du q. San Giovanni.                                            |
| 1er mai 1371-30 juin 1371          | Stefano di Taddeo da Cerreto                               | Pr. du q. San Giovanni.                                            |
| 1er juillet 1371-31 août 1371      | Ghino di Bernardo Anselmi                                  | Gonf. issu du q. Santa Maria Novella.                              |
| 1er juillet 1371-31 août 1371      | Bartolommeo di Niccolò di Cione Ridolfi                    | Pr. du q. San Spirito.                                             |
| 1er juillet 1371-31 août 1371      | Filippo di Jacopo Marsili                                  | Pr. du q. San Spirito.                                             |
| 1er juillet 1371-31 août 1371      | Pierozzo di Piero Pieri                                    | Pr. du q. Santa Croce.                                             |
| 1er juillet 1371-31 août 1371      | Guerriante di Biligiardo Bagnesi                           | Pr. du q. Santa Croce.                                             |
| 1er juillet 1371-31 août 1371      | Geri di Chele                                              | Pr. du q. Santa Maria Novella. Hôtelier (albergatore).             |
| 1er juillet 1371-31 août 1371      | Francesco di Chele                                         | Pr. du q. Santa Maria Novella. Fripier (rigattiere).               |
| 1er juillet 1371-31 août 1371      | Geri Ghiberti                                              | Pr. du q. San Giovanni.                                            |
| 1er juillet 1371-31 août 1371      | Tommaso di Neri di Lippo del Palagio (ou del Palazzo)      | Pr. du q. San Giovanni.                                            |
| 1er septembre 1371-31 octobre 1371 | Uguccione di Ricciardo de'Ricci                            | Gonf. issu du q. San Giovanni.                                     |
| 1er septembre 1371-31 octobre 1371 | Niccolò di Zucchero                                        | Pr. du q. San Spirito. Fabricant de tables (tavoliere).            |
| 1er septembre 1371-31 octobre 1371 | Luca di Totto da Panzano                                   | Pr. du q. San Spirito.                                             |
| 1er septembre 1371-31 octobre 1371 | Ser Ghiberto di Ser Alessandro di Mess. Caro               | Pr. du q. Santa Croce.                                             |
| 1er septembre 1371-31 octobre 1371 | Lodovico di Ser Gherardo della Fioraia                     | Pr. du q. Santa Croce.                                             |
| 1er septembre 1371-31 octobre 1371 | Carlo di Strozza Strozzi                                   | Pr. du q. Santa Maria Novella.                                     |
| 1er septembre 1371-31 octobre 1371 | Giovanni d'Amerigo del Bene                                | Pr. du q. Santa Maria Novella.                                     |
| 1er septembre 1371-31 octobre 1371 | Giovanni di Mone                                           | Pr. du q. San Giovanni. Marchand de blé (biadaiolo).               |
| 1er septembre 1371-31 octobre 1371 | Giovanni di Cenni                                          | Pr. du q. San Giovanni. Négociant en vins (vinattiere).            |
| 1er novembre 1371-31 décembre 1371 | Niccolò di Geri Soderini                                   | Gonf. issu du q. San Spirito.                                      |
| 1er novembre 1371-31 décembre 1371 | Niccolò di Nome                                            | Pr. du q. San Spirito. Négociant en vins (vinattiere).             |
| 1er novembre 1371-31 décembre 1371 | Agostino di Lapo di Bruno                                  | Pr. du q. San Spirito. Artisan du cuir (coreggiaio).               |
| 1er novembre 1371-31 décembre 1371 | Bartolommeo di Caroccio Alberti                            | Pr. du q. Santa Croce.                                             |
| 1er novembre 1371-31 décembre 1371 | Giovanni di Geri del Bello                                 | Pr. du q. Santa Croce.                                             |
| 1er novembre 1371-31 décembre 1371 | Attaviano di Dino Attaviani                                | Pr. du q. Santa Maria Novella.                                     |
| 1er novembre 1371-31 décembre 1371 | Bindo di Giovanni Vecchietti                               | Pr. du q. Santa Maria Novella.                                     |
| 1er novembre 1371-31 décembre 1371 | Marco di Bandino da Filicaia                               | Pr. du q. San Giovanni.                                            |
| 1er novembre 1371-31 décembre 1371 | Jacopo di Buonafede                                        | Pr. du q. San Giovanni.                                            |

## 1372
| Période de gouvernement            | Gonfaloniers de Justice et Prieurs             | Notes                                                                 |
| ---------------------------------- | ---------------------------------------------- | --------------------------------------------------------------------- |
| 1er janvier 1372-29 février 1372   | Lapo di Duccio Bucelli                         | Gonf. issu du q. Santa Croce.                                         |
| 1er janvier 1372-29 février 1372   | Bonaiuto di Ser Belcaro Serragli               | Pr. du q. San Spirito.                                                |
| 1er janvier 1372-29 février 1372   | Jacopo di Lippo di Neri                        | Pr. du q. San Spirito.                                                |
| 1er janvier 1372-29 février 1372   | Simone d'Andrea Fagiolari                      | Pr. du q. Santa Croce. Serrurier, fabricant de serrures (chiavaiolo). |
| 1er janvier 1372-29 février 1372   | Ridolfo di Lorenzo                             | Pr. du q. Santa Croce. Cordonnier (calzolaio).                        |
| 1er janvier 1372-29 février 1372   | Guccio di Dino Gucci                           | Pr. du q. Santa Maria Novella.                                        |
| 1er janvier 1372-29 février 1372   | Bartolo di Giovanni Siminetti                  | Pr. du q. Santa Maria Novella.                                        |
| 1er janvier 1372-29 février 1372   | Napoleone di Benci Carucci                     | Pr. du q. San Giovanni.                                               |
| 1er janvier 1372-29 février 1372   | Francesco di Ser Arrigo de'Rocchi              | Pr. du q. San Giovanni.                                               |
| 1er mars 1372-30 avril 1372        | Andrea di Lippozzo Mangioni                    | Gonf. issu du q. Santa Maria Novella.                                 |
| 1er mars 1372-30 avril 1372        | Giovanni di Luigi de'Mozzi                     | Pr. du q. San Spirito.                                                |
| 1er mars 1372-30 avril 1372        | Simone di Giorgio Baroni (ou Cappelli ?)       | Pr. du q. San Spirito.                                                |
| 1er mars 1372-30 avril 1372        | Jacopo di Piero Sacchetti                      | Pr. du q. Santa Croce.                                                |
| 1er mars 1372-30 avril 1372        | Bartolommeo di Leone di Simone Lioni           | Pr. du q. Santa Croce.                                                |
| 1er mars 1372-30 avril 1372        | Pace di Brunetto                               | Pr. du q. Santa Maria Novella. Tisserand (pezzaio).                   |
| 1er mars 1372-30 avril 1372        | Giraldo di Paolo Giraldi                       | Pr. du q. Santa Maria Novella. Tanneur (galigaio).                    |
| 1er mars 1372-30 avril 1372        | Benedetto di Piero Morelli                     | Pr. du q. San Giovanni. Drapier (lanaiolo).                           |
| 1er mars 1372-30 avril 1372        | Marco di Benvenuto                             | Pr. du q. San Giovanni. Fabricant de savon (saponaio).                |
| 1er mai 1372-30 juin 1372          | Jacopo di Dino di Guido del Pecora (ou Pecori) | Gonf. issu du q. San Giovanni.                                        |
| 1er mai 1372-30 juin 1372          | Jacopo di Banco di Puccio Bencivenni           | Pr. du q. San Spirito.                                                |
| 1er mai 1372-30 juin 1372          | Paolo di Matteo Malefici                       | Pr. du q. San Spirito.                                                |
| 1er mai 1372-30 juin 1372          | Bardo Corsi                                    | Pr. du q. Santa Croce.                                                |
| 1er mai 1372-30 juin 1372          | Andrea di Mess. Francesco Salviati             | Pr. du q. Santa Croce.                                                |
| 1er mai 1372-30 juin 1372          | Pera di Pera Baldovinetti                      | Pr. du q. Santa Maria Novella.                                        |
| 1er mai 1372-30 juin 1372          | Giovanni Federighi                             | Pr. du q. Santa Maria Novella.                                        |
| 1er mai 1372-30 juin 1372          | Giovanni di Cante Ammannati                    | Pr. du q. San Giovanni. Fromager (pizzicagnolo).                      |
| 1er mai 1372-30 juin 1372          | Maso di Neri                                   | Pr. du q. San Giovanni. Cordier (funaiolo).                           |
| 1er juillet 1372-31 août 1372      | Francesco di Feduccio Falconi                  | Gonf. issu du q. San Spirito.                                         |
| 1er juillet 1372-31 août 1372      | Simone di Tuccio                               | Pr. du q. San Spirito. Hôtelier (albergatore).                        |
| 1er juillet 1372-31 août 1372      | Serotino di Silvestro Brancacci                | Pr. du q. San Spirito.                                                |
| 1er juillet 1372-31 août 1372      | Tommaso di Lippo Soldani                       | Pr. du q. Santa Croce.                                                |
| 1er juillet 1372-31 août 1372      | Giovanni di Lapo Niccolini                     | Pr. du q. Santa Croce.                                                |
| 1er juillet 1372-31 août 1372      | Gentile d'Oddo Altoviti                        | Pr. du q. Santa Maria Novella.                                        |
| 1er juillet 1372-31 août 1372      | Paolo di Bingieri Rucellai                     | Pr. du q. Santa Maria Novella.                                        |
| 1er juillet 1372-31 août 1372      | Giovencho di Mess. Ugo della Stufa             | Pr. du q. San Giovanni.                                               |
| 1er juillet 1372-31 août 1372      | Biagio di Bonaccio Guasconi                    | Pr. du q. San Giovanni.                                               |
| 1er septembre 1372-31 octobre 1372 | Michele di Vanni di Ser Lotto Castellani       | Gonf. issu du q. Santa Croce.                                         |
| 1er septembre 1372-31 octobre 1372 | Uberto di Schiatta Ridolfi                     | Pr. du q. San Spirito.                                                |
| 1er septembre 1372-31 octobre 1372 | Jacopo d'Alessandro Guidetti                   | Pr. du q. San Spirito.                                                |
| 1er septembre 1372-31 octobre 1372 | Piero di Bacchino                              | Pr. du q. Santa Croce. Boucher (beccaio).                             |
| 1er septembre 1372-31 octobre 1372 | Bartolo Sangiugni (ou Sanguigni ?)             | Pr. du q. Santa Croce. Cordonnier (calzolaio).                        |
| 1er septembre 1372-31 octobre 1372 | Andrea di Segnino Baldesi                      | Pr. du q. Santa Maria Novella.                                        |
| 1er septembre 1372-31 octobre 1372 | Davanzato di Giovanni Davanzati                | Pr. du q. Santa Maria Novella.                                        |
| 1er septembre 1372-31 octobre 1372 | Uberto di Pagno degli Albizzi                  | Pr. du q. San Giovanni.                                               |
| 1er septembre 1372-31 octobre 1372 | Filippo di Rinaldo Rondinelli                  | Pr. du q. San Giovanni.                                               |
| 1er novembre 1372-31 décembre 1372 | Dego di Doffo Spini                            | Gonf. issu du q. Santa Maria Novella.                                 |
| 1er novembre 1372-31 décembre 1372 | Giovanni di Tingo                              | Pr. du q. San Spirito. Apothicaire (speziale).                        |
| 1er novembre 1372-31 décembre 1372 | Niccolò d'Albizzo Guicciardini                 | Pr. du q. San Spirito.                                                |
| 1er novembre 1372-31 décembre 1372 | Bettino di Mess. Covone Covoni                 | Pr. du q. Santa Croce.                                                |
| 1er novembre 1372-31 décembre 1372 | Beltramo di Mess. Bivigliano Baroncelli        | Pr. du q. Santa Croce.                                                |
| 1er novembre 1372-31 décembre 1372 | Luca di Vanni                                  | Pr. du q. Santa Maria Novella. Cordonnier (calzolaio).                |
| 1er novembre 1372-31 décembre 1372 | Francesco d'Amerigo                            | Pr. du q. Santa Maria Novella. Tisserand (pezzaio).                   |
| 1er novembre 1372-31 décembre 1372 | Ugolino Attavanti (ou Ottavanti)               | Pr. du q. San Giovanni. Apothicaire (speziale).                       |
| 1er novembre 1372-31 décembre 1372 | Giovanni di Tura Dini                          | Pr. du q. San Giovanni.                                               |

## 1373
| Période de gouvernement            | Gonfaloniers de Justice et Prieurs                         | Notes                                                                           |
| ---------------------------------- | ---------------------------------------------------------- | ------------------------------------------------------------------------------- |
| 1er janvier 1373-28 février 1373   | Migliore di Vieri Guadagni                                 | Gonf. issu du q. San Giovanni.                                                  |
| 1er janvier 1373-28 février 1373   | Jacopo d'Alamanno Vettori                                  | Pr. du q. San Spirito.                                                          |
| 1er janvier 1373-28 février 1373   | Jacopo di Neri Paganelli                                   | Pr. du q. San Spirito.                                                          |
| 1er janvier 1373-28 février 1373   | Niccolò di Vanni Ricoveri                                  | Pr. du q. Santa Croce.                                                          |
| 1er janvier 1373-28 février 1373   | Andrea di Villano Villani                                  | Pr. du q. Santa Croce. Teinturier (tintore).                                    |
| 1er janvier 1373-28 février 1373   | Piero di Fastello Petriboni                                | Pr. du q. Santa Maria Novella.                                                  |
| 1er janvier 1373-28 février 1373   | Angelo di Dragonetto Gucci (ou Agnolo di Dragonetto Gucci) | Pr. du q. Santa Maria Novella.                                                  |
| 1er janvier 1373-28 février 1373   | Jacopo di Monte                                            | Pr. du q. San Giovanni. Boucher (beccaio).                                      |
| 1er janvier 1373-28 février 1373   | Maestro Giovanni di Lapo di Ghino                          | Pr. du q. San Giovanni.                                                         |
| 1er mars 1373-30 avril 1373        | Niccolò di Niccolò di Gherardino Gianni                    | Gonf. issu du q. San Spirito.                                                   |
| 1er mars 1373-30 avril 1373        | Michele Giachi                                             | Pr. du q. San Spirito. Forgeron (fabbro).                                       |
| 1er mars 1373-30 avril 1373        | Filippo Attucci                                            | Pr. du q. San Spirito. Boulanger (fornaciaio).                                  |
| 1er mars 1373-30 avril 1373        | Maestro Torello di Dino del Garbo                          | Pr. du q. Santa Croce.                                                          |
| 1er mars 1373-30 avril 1373        | Michele di Nardo                                           | Pr. du q. Santa Croce. Mercier (merciaio).                                      |
| 1er mars 1373-30 avril 1373        | Pierozzo di Francesco alla Luna                            | Pr. du q. Santa Maria Novella. Apothicaire (speziale).                          |
| 1er mars 1373-30 avril 1373        | Silvestro di Lippo                                         | Pr. du q. Santa Maria Novella. Négociant en fils de soie (stamaiolo).           |
| 1er mars 1373-30 avril 1373        | Leonardo di Neri di Ser Benedetto Capitani                 | Pr. du q. San Giovanni.                                                         |
| 1er mars 1373-30 avril 1373        | Filippone di Matteo del Riccio                             | Pr. du q. San Giovanni.                                                         |
| 1er mai 1373-30 juin 1373          | Niccolò di Bello Mancini                                   | Gonf. issu du q. Santa Croce.                                                   |
| 1er mai 1373-30 juin 1373          | Tommaso di Luigi de'Mozzi                                  | Pr. du q. San Spirito.                                                          |
| 1er mai 1373-30 juin 1373          | Bernardo di Lapo de'Magli                                  | Pr. du q. San Spirito.                                                          |
| 1er mai 1373-30 juin 1373          | Cristofano di Ser Gianni                                   | Pr. du q. Santa Croce. Drapier (pannaiolo).                                     |
| 1er mai 1373-30 juin 1373          | Niccolò del Ricco Bucelli                                  | Pr. du q. Santa Croce. Hôtelier (albergatore).                                  |
| 1er mai 1373-30 juin 1373          | Francesco di Jacopo di Francesco del Bene                  | Pr. du q. Santa Maria Novella.                                                  |
| 1er mai 1373-30 juin 1373          | Paolo di Tommaso                                           | Pr. du q. Santa Maria Novella. Tisseur sur soie (setaiolo) ?                    |
| 1er mai 1373-30 juin 1373          | Paolo Bartolini                                            | Pr. du q. San Giovanni. Marchand de tissu au détail (ritagliatore).             |
| 1er mai 1373-30 juin 1373          | Mess. Lorenzo da Castel San Giovanni                       | Pr. du q. San Giovanni.                                                         |
| 1er juillet 1373-31 août 1373      | Niccolò di Giovanni Malegonnelle                           | Gonf. issu du q. Santa Maria Novella.                                           |
| 1er juillet 1373-31 août 1373      | Giovannozzo di Francesco Biliotti                          | Pr. du q. San Spirito.                                                          |
| 1er juillet 1373-31 août 1373      | Lodovico di Banco di 'Ser Bartolo Bencivenni               | Pr. du q. San Spirito.                                                          |
| 1er juillet 1373-31 août 1373      | Giovanni di Jacopo                                         | Pr. du q. Santa Croce. Fabricant de tables (tavoliere).                         |
| 1er juillet 1373-31 août 1373      | Orlando Gherardi                                           | Pr. du q. Santa Croce.                                                          |
| 1er juillet 1373-31 août 1373      | Tommaso di Bartolo                                         | Pr. du q. Santa Maria Novella. Fabricant d'aiguilles (agoraio) ?                |
| 1er juillet 1373-31 août 1373      | Martino di Dino                                            | Pr. du q. Santa Maria Novella. Boulanger (fornaio).                             |
| 1er juillet 1373-31 août 1373      | Bernardo di Piero della Rena                               | Pr. du q. San Giovanni.                                                         |
| 1er juillet 1373-31 août 1373      | Niccolò d'Arrigo                                           | Pr. du q. San Giovanni. Fabricant de tables (tavoliere).                        |
| 1er septembre 1373-31 octobre 1373 | Giorgio di Benci di Caruccio Aldobrandini                  | Gonf. issu du q. San Giovanni.                                                  |
| 1er septembre 1373-31 octobre 1373 | Gerozzo di Nastagio Cacciafuori                            | Pr. du q. San Spirito.                                                          |
| 1er septembre 1373-31 octobre 1373 | Piero di Luca Marzi                                        | Pr. du q. San Spirito.                                                          |
| 1er septembre 1373-31 octobre 1373 | Benedetto di Nerozzo Alberti                               | Pr. du q. Santa Croce.                                                          |
| 1er septembre 1373-31 octobre 1373 | Bartolommeo di Ser Ventura Monachi                         | Pr. du q. Santa Croce.                                                          |
| 1er septembre 1373-31 octobre 1373 | Piero di Gherardo Borsi                                    | Pr. du q. Santa Maria Novella.                                                  |
| 1er septembre 1373-31 octobre 1373 | Niccolino Corteselli                                       | Pr. du q. Santa Maria Novella.                                                  |
| 1er septembre 1373-31 octobre 1373 | Ruberto Martelli                                           | Pr. du q. San Giovanni. Fabricant d'épées (spadaio) ? Mort en charge.           |
| 1er septembre 1373-31 octobre 1373 | Giovanni di Vita                                           | Pr. du q. San Giovanni. Armurier (corazzaio). Élu en remplacement du précédent. |
| 1er septembre 1373-31 octobre 1373 | Jacopo di Saggio                                           | Pr. du q. San Giovanni. Fabricant de meubles (tavolacciaio).                    |
| 1er novembre 1373-31 décembre 1373 | Tommaso di Mone Guidetti                                   | Gonf. issu du q. San Spirito.                                                   |
| 1er novembre 1373-31 décembre 1373 | Piero di Rosso                                             | Pr. du q. San Spirito. Boulanger (fornaciaio).                                  |
| 1er novembre 1373-31 décembre 1373 | Giusto di Bate                                             | Pr. du q. San Spirito. Fromager (pizzicagnolo).                                 |
| 1er novembre 1373-31 décembre 1373 | Francesco Spinelli                                         | Pr. du q. Santa Croce.                                                          |
| 1er novembre 1373-31 décembre 1373 | Tommaso di Bese Busini                                     | Pr. du q. Santa Croce.                                                          |
| 1er novembre 1373-31 décembre 1373 | Vanni di Jacopo Vecchietti                                 | Pr. du q. Santa Maria Novella.                                                  |
| 1er novembre 1373-31 décembre 1373 | Piero di Nuto Michi                                        | Pr. du q. Santa Maria Novella.                                                  |
| 1er novembre 1373-31 décembre 1373 | Michele di Mess. Giovanni di Bernardino de'Medici          | Pr. du q. San Giovanni.                                                         |
| 1er novembre 1373-31 décembre 1373 | Tommaso di Guccio di Martino                               | Pr. du q. San Giovanni. Drapier (lanaiolo).                                     |

## 1374
| Période de gouvernement            | Gonfaloniers de Justice et Prieurs                                | Notes |
| ---------------------------------- | ----------------------------------------------------------------- | --- |
| 1er janvier 1374-28 février 1374   | Filippo di Cionetto de'Bastari                                    | Gonf. issu du q. Santa Croce.                                                                                |
| 1er janvier 1374-28 février 1374   | Francesco di Bindo Ferrucci                                       | Pr. du q. San Spirito.                                                                                       |
| 1er janvier 1374-28 février 1374   | Niccolò di Bocchino Rimbaldesi                                    | Pr. du q. San Spirito.                                                                                       |
| 1er janvier 1374-28 février 1374   | Marco di Bellaccio                                                | Pr. du q. Santa Croce. Boucher (beccaio).                                                                    |
| 1er janvier 1374-28 février 1374   | Franceschino Pepi                                                 | Pr. du q. Santa Croce.                                                                                       |
| 1er janvier 1374-28 février 1374   | Leonardo di Mess. Giovanni Strozzi                                | Pr. du q. Santa Maria Novella.                                                                               |
| 1er janvier 1374-28 février 1374   | Stoldo di Mess. Bindo Altoviti                                    | Pr. du q. Santa Maria Novella.                                                                               |
| 1er janvier 1374-28 février 1374   | Antonio di Spigliato                                              | Pr. du q. San Giovanni. Fourreur (pellicciaio).                                                              |
| 1er janvier 1374-28 février 1374   | Matteo di Jacopo Arrighi                                          | Pr. du q. San Giovanni.                                                                                      |
| 1er mars 1374-30 avril 1374        | Leonardo di Niccolò Beccanugi                                     | Gonf. issu du q. Santa Maria Novella.                                                                        |
| 1er mars 1374-30 avril 1374        | Manetto di Ser Riccardo Gucci                                     | Pr. du q. San Spirito.                                                                                       |
| 1er mars 1374-30 avril 1374        | Francesco di Lippo Antinori                                       | Pr. du q. San Spirito.                                                                                       |
| 1er mars 1374-30 avril 1374        | Giovanni di Ser Rucco                                             | Pr. du q. Santa Croce. Drapier (lanaiolo).                                                                   |
| 1er mars 1374-30 avril 1374        | Giovanni di Francesco Magalotti                                   | Pr. du q. Santa Croce.                                                                                       |
| 1er mars 1374-30 avril 1374        | Maestro Bernardo di Piero Doni                                    | Pr. du q. Santa Maria Novella.                                                                               |
| 1er mars 1374-30 avril 1374        | Silvestro di Giovanni                                             | Pr. du q. Santa Maria Novella. Fromager (pizzicagnolo).                                                      |
| 1er mars 1374-30 avril 1374        | Niccolò di Geri Geri                                              | Pr. du q. San Giovanni.                                                                                      |
| 1er mars 1374-30 avril 1374        | Neri di Bencivenni                                                | Pr. du q. San Giovanni. Orfèvre (orafo).                                                                     |
| 1er mai 1374-30 juin 1374          | Andrea di Vieri Rondinelli                                        | Gonf. issu du q. San Giovanni.                                                                               |
| 1er mai 1374-30 juin 1374          | Niccolò di Lapozzo                                                | Pr. du q. San Spirito. Marchand de fourrure de vair (vaiaio) ?                                               |
| 1er mai 1374-30 juin 1374          | Tommaso di Piero di Nuccio Parigi                                 | Pr. du q. San Spirito.                                                                                       |
| 1er mai 1374-30 juin 1374          | Mariotto di Simone Orlandini                                      | Pr. du q. Santa Croce.                                                                                       |
| 1er mai 1374-30 juin 1374          | Dino di Geri Cignamochi (ou Tigliamochi, ou Cigliamochi)          | Pr. du q. Santa Croce.                                                                                       |
| 1er mai 1374-30 juin 1374          | Guccio di Cino Bartolini                                          | Pr. du q. Santa Maria Novella.                                                                               |
| 1er mai 1374-30 juin 1374          | Ser Niccolò di Ser Ciuto                                          | Pr. du q. Santa Maria Novella.                                                                               |
| 1er mai 1374-30 juin 1374          | Ricco di Taldo                                                    | Pr. du q. San Giovanni. Chaudronnier (calderaio).                                                            |
| 1er mai 1374-30 juin 1374          | Maestro Bencio di Cione                                           | Pr. du q. San Giovanni.                                                                                      |
| 1er juillet 1374-31 août 1374      | Filippo di Dino di Tingo dello Scelto                             | Gonf. |
| 1er juillet 1374-31 août 1374      | Piero di Ghino Lippi                                              | Pr. du q. San Spirito. Armurier (corazzaio).                                                                 |
| 1er juillet 1374-31 août 1374      | Maestro Andrea di Tile                                            | Pr. du q. San Spirito.                                                                                       |
| 1er juillet 1374-31 août 1374      | Francesco di Caccino Ricoveri                                     | Pr. du q. Santa Croce.                                                                                       |
| 1er juillet 1374-31 août 1374      | Francesco di Naddo Bucelli                                        | Pr. du q. Santa Croce.                                                                                       |
| 1er juillet 1374-31 août 1374      | Simone di 'Ser Giovanni Siminetti                                 | Pr. du q. Santa Maria Novella.                                                                               |
| 1er juillet 1374-31 août 1374      | Meo di Bartolo Cocchi                                             | Pr. du q. Santa Maria Novella.                                                                               |
| 1er juillet 1374-31 août 1374      | Francesco di Giovanni di Giano                                    | Pr. du q. San Giovanni. Apothicaire (speziale).                                                              |
| 1er juillet 1374-31 août 1374      | Tommaso di Bartolo Lapi                                           | Pr. du q. San Giovanni. Fourreur (pellicciaio).                                                              |
| 1er septembre 1374-31 octobre 1374 | Noferi di Giovanni di Mess. Lapo Arnolfi (ou Nofri Arnolfi)       | Gonf. issu du q. Santa Croce.                                                                                |
| 1er septembre 1374-31 octobre 1374 | Angelo di Neri Vettori (ou Agnolo Vettori)                        | Pr. du q. San Spirito.                                                                                       |
| 1er septembre 1374-31 octobre 1374 | Ugolino di Bonso (ou Bonsi)                                       | Pr. du q. San Spirito. Apothicaire (speziale).                                                               |
| 1er septembre 1374-31 octobre 1374 | Matteo del Dolce                                                  | Pr. du q. Santa Croce. Cordonnier (calzolaio).                                                               |
| 1er septembre 1374-31 octobre 1374 | Spinello di Donato                                                | Pr. du q. Santa Croce. Marchand de chaussures (pianellaio).                                                  |
| 1er septembre 1374-31 octobre 1374 | Donnino di Sandro Donnini                                         | Pr. du q. Santa Maria Novella.                                                                               |
| 1er septembre 1374-31 octobre 1374 | Giovanni di Bingieri Rucellai                                     | Pr. du q. Santa Maria Novella. Absent de la cité au moment de son élection, il ne prend pas sa charge.       |
| 1er septembre 1374-31 octobre 1374 | Niccolò di Consiglio                                              | Pr. du q. Santa Maria Novella. Marchand de tissu au détail (ritagliatore). Élu en remplacement du précédent. |
| 1er septembre 1374-31 octobre 1374 | Domenico Ciampelli                                                | Pr. du q. San Giovanni. Apothicaire (speziale).                                                              |
| 1er septembre 1374-31 octobre 1374 | Bartolommeo di Lorino Bonaiuti (ou Lorini ?)                      | Pr. du q. San Giovanni.                                                                                      |
| 1er novembre 1374-31 décembre 1374 | Giorgio di Mess. Francesco Scali                                  | Gonf. issu du q. Santa Maria Novella.                                                                        |
| 1er novembre 1374-31 décembre 1374 | Giovanni di Francesco d'Andrea Amadori                            | Pr. du q. San Spirito.                                                                                       |
| 1er novembre 1374-31 décembre 1374 | Nozzo di Vanni Manetti                                            | Pr. du q. San Spirito. Son élection fut annulée.                                                             |
| 1er novembre 1374-31 décembre 1374 | Luigi di Giovanni da Quarata (ou Quaratesi)                       | Pr. du q. San Spirito. Élu en remplacement du précédent.                                                     |
| 1er novembre 1374-31 décembre 1374 | Masseozzo di Piero Raffacani (ou Massaiozzo Raffacani)            | Pr. du q. Santa Croce.                                                                                       |
| 1er novembre 1374-31 décembre 1374 | Francesco Vigorosi                                                | Pr. du q. Santa Croce.                                                                                       |
| 1er novembre 1374-31 décembre 1374 | Maestro Giovanni di Gherardino Canacci                            | Pr. du q. Santa Maria Novella.                                                                               |
| 1er novembre 1374-31 décembre 1374 | Pace di Cino                                                      | Pr. du q. Santa Maria Novella. Artisan du cuir (coreggiaio).                                                 |
| 1er novembre 1374-31 décembre 1374 | Cantino d'Agnolo di Lapo di Cante                                 | Pr. du q. San Giovanni.                                                                                      |
| 1er novembre 1374-31 décembre 1374 | Bernardo di Recco di Spina Falconi (ou Bernardo di Cecco Falconi) | Pr. du q. San Giovanni.                                                                                      |

## 1375
| Période de gouvernement            | Gonfaloniers de Justice et Prieurs                                 | Notes                                                                 |
| ---------------------------------- | ------------------------------------------------------------------ | --------------------------------------------------------------------- |
| 1er janvier 1375-28 février 1375   | Jacopo di Dino di Guido del Pecora (ou Pecori)                     | Gonf. issu du q. San Giovanni.                                        |
| 1er janvier 1375-28 février 1375   | Stefano di Lippo                                                   | Pr. du q. San Spirito. Drapier (lanaiolo).                            |
| 1er janvier 1375-28 février 1375   | Niccolò di Bono Rinucci                                            | Pr. du q. San Spirito. Mercier (merciaio).                            |
| 1er janvier 1375-28 février 1375   | Angelo di Berto di Cecco Castellani (ou Agnolo Castellani)         | Pr. du q. Santa Croce.                                                |
| 1er janvier 1375-28 février 1375   | Giovanni di Lapo Corsi                                             | Pr. du q. Santa Croce. Tisseur sur soie (setaiolo) ?                  |
| 1er janvier 1375-28 février 1375   | Marco di Giotto Fantoni                                            | Pr. du q. Santa Maria Novella.                                        |
| 1er janvier 1375-28 février 1375   | Lodovico d'Adovardo Acciaiuoli (ou Lodovico d'Averardo Acciaiuoli) | Pr. du q. Santa Maria Novella.                                        |
| 1er janvier 1375-28 février 1375   | Zanobi di Giovanni Marignolli                                      | Pr. du q. San Giovanni. Hôtelier (albergatore).                       |
| 1er janvier 1375-28 février 1375   | Miniato di Nuccio                                                  | Pr. du q. San Giovanni. Cordier (funaiolo).                           |
| 1er mars 1375-30 avril 1375        | Bonaiuto di Ser Belcaro Serragli                                   | Gonf. issu du q. San Spirito.                                         |
| 1er mars 1375-30 avril 1375        | Stefano del Rosso                                                  | Pr. du q. San Spirito. Forgeron (fabbro).                             |
| 1er mars 1375-30 avril 1375        | Tommaso di Serotino Brancacci                                      | Pr. du q. San Spirito. Marchand de lin (linaiolo).                    |
| 1er mars 1375-30 avril 1375        | Bernardo di Ser Ridolfo Pretasini                                  | Pr. du q. Santa Croce.                                                |
| 1er mars 1375-30 avril 1375        | Bonsignore di Spinello Spinelli                                    | Pr. du q. Santa Croce.                                                |
| 1er mars 1375-30 avril 1375        | Francesco di Ser Benincasa Oddi (ou da Altomena ?)                 | Pr. du q. Santa Maria Novella. Négociant en fils de soie (stamaiolo). |
| 1er mars 1375-30 avril 1375        | Giorgio di Collino Grandoni                                        | Pr. du q. Santa Maria Novella. Drapier (lanaiolo).                    |
| 1er mars 1375-30 avril 1375        | Francesco di Neri Fioravanti                                       | Pr. du q. San Giovanni.                                               |
| 1er mars 1375-30 avril 1375        | Galeotto di Tommaso Baronci (ou Galeazzo Baronci)                  | Pr. du q. San Giovanni.                                               |
| 1er mai 1375-30 juin 1375          | Niccolò d'Ugolino de'Giugni                                        | Gonf. issu du q. Santa Croce.                                         |
| 1er mai 1375-30 juin 1375          | Boninsegna di Filippo Machiavelli                                  | Pr. du q. San Spirito.                                                |
| 1er mai 1375-30 juin 1375          | Matteo di Bonaccorso Alderotti                                     | Pr. du q. San Spirito.                                                |
| 1er mai 1375-30 juin 1375          | Dino di Nuccio                                                     | Pr. du q. Santa Croce. Artisan du cuir (coreggiaio).                  |
| 1er mai 1375-30 juin 1375          | Santi del Ricco                                                    | Pr. du q. Santa Croce. Négociant en vins (vinattiere).                |
| 1er mai 1375-30 juin 1375          | Temperano di Manno del Chiaro Temperani                            | Pr. du q. Santa Maria Novella.                                        |
| 1er mai 1375-30 juin 1375          | Gagliardo di Neri Bonciani                                         | Pr. du q. Santa Maria Novella.                                        |
| 1er mai 1375-30 juin 1375          | Nuccio Martelli                                                    | Pr. du q. San Giovanni. Tisseur sur soie (setaiolo) ?                 |
| 1er mai 1375-30 juin 1375          | Francesco di Buto                                                  | Pr. du q. San Giovanni. Fabricant de bols (scodellaio).               |
| 1er juillet 1375-31 août 1375      | Luigi di Lippo Aldobrandini                                        | Gonf. issu du q. Santa Maria Novella.                                 |
| 1er juillet 1375-31 août 1375      | Maffeo di Vanni                                                    | Pr. du q. San Spirito. Drapier (pannaiolo).                           |
| 1er juillet 1375-31 août 1375      | Piero di Bino Sertinacci Bini                                      | Pr. du q. San Spirito.                                                |
| 1er juillet 1375-31 août 1375      | Simone di Rinieri Peruzzi                                          | Pr. du q. Santa Croce.                                                |
| 1er juillet 1375-31 août 1375      | Angelo di Piero Covoni (ou Agnolo Covoni)                          | Pr. du q. Santa Croce.                                                |
| 1er juillet 1375-31 août 1375      | Geri di Chele                                                      | Pr. du q. Santa Maria Novella. Hôtelier (albergatore).                |
| 1er juillet 1375-31 août 1375      | Branca d'Amerigo                                                   | Pr. du q. Santa Maria Novella. Tisserand (pezzaio).                   |
| 1er juillet 1375-31 août 1375      | Giovenco di Daniello Arrigucci                                     | Pr. du q. San Giovanni.                                               |
| 1er juillet 1375-31 août 1375      | Francesco di Ser Santi Bruni                                       | Pr. du q. San Giovanni. Changeur de monnaie (cambiatore).             |
| 1er septembre 1375-31 octobre 1375 | Matteo di Federigo Soldi                                           | Gonf. issu du q. San Giovanni.                                        |
| 1er septembre 1375-31 octobre 1375 | Tommaso di Mone Guidetti                                           | Pr. du q. San Spirito.                                                |
| 1er septembre 1375-31 octobre 1375 | Gentile di Lippo Belfredelli (ou Belfradelli)                      | Pr. du q. San Spirito.                                                |
| 1er septembre 1375-31 octobre 1375 | Niccolò di Filippozzo Soldani                                      | Pr. du q. Santa Croce.                                                |
| 1er septembre 1375-31 octobre 1375 | Donato Busini                                                      | Pr. du q. Santa Croce.                                                |
| 1er septembre 1375-31 octobre 1375 | Giannozzo di Strozza Strozzi                                       | Pr. du q. Santa Maria Novella.                                        |
| 1er septembre 1375-31 octobre 1375 | Bardo di Guglielmo Altoviti                                        | Pr. du q. Santa Maria Novella.                                        |
| 1er septembre 1375-31 octobre 1375 | Giovanni di Mone                                                   | Pr. du q. San Giovanni. Marchand de blé (biadaiolo).                  |
| 1er septembre 1375-31 octobre 1375 | Francesco di Bartolo Baldoni                                       | Pr. du q. San Giovanni. Tonnelier (bottaio).                          |
| 1er novembre 1375-31 décembre 1375 | Uberto di Schiatta Ridolfi                                         | Gonf. issu du q. San Spirito. Son élection fut annulée.               |
| 1er novembre 1375-31 décembre 1375 | Niccolò di Bocchino Rimbaldesi                                     | Gonf. issu du q. San Spirito. Élu en remplacement du précédent.       |
| 1er novembre 1375-31 décembre 1375 | Feo di Benino                                                      | Pr. du q. San Spirito. Fromager (pizzicagnolo).                       |
| 1er novembre 1375-31 décembre 1375 | Tieri di Paolo                                                     | Pr. du q. San Spirito. Forgeron (manescalco).                         |
| 1er novembre 1375-31 décembre 1375 | Lapo di Guido Tolosini                                             | Pr. du q. Santa Croce.                                                |
| 1er novembre 1375-31 décembre 1375 | Filippo di Spinello da Mosciano                                    | Pr. du q. Santa Croce.                                                |
| 1er novembre 1375-31 décembre 1375 | Andrea di Segnino Baldesi                                          | Pr. du q. Santa Maria Novella.                                        |
| 1er novembre 1375-31 décembre 1375 | Cipriano di Lippozzo Mangioni                                      | Pr. du q. Santa Maria Novella.                                        |
| 1er novembre 1375-31 décembre 1375 | Benincasa di Michele Ristori                                       | Pr. du q. San Giovanni.                                               |
| 1er novembre 1375-31 décembre 1375 | Fuligno di Conte de'Medici                                         | Pr. du q. San Giovanni.                                               |

## 1376
| Période de gouvernement            | Gonfaloniers de Justice et Prieurs                                  | Notes                                                                      |
| ---------------------------------- | ------------------------------------------------------------------- | -------------------------------------------------------------------------- |
| 1er janvier 1376-29 février 1376   | Lapo di Duccio Bucelli                                              | Gonf. issu du q. Santa Croce.                                              |
| 1er janvier 1376-29 février 1376   | Niccolò di Geri Soderini                                            | Pr. du q. San Spirito.                                                     |
| 1er janvier 1376-29 février 1376   | Azzolino di Ser Viviano                                             | Pr. du q. San Spirito.                                                     |
| 1er janvier 1376-29 février 1376   | Giovanni d'Arrighetto                                               | Pr. du q. Santa Croce. Menuisier (legnaiolo).                              |
| 1er janvier 1376-29 février 1376   | Bartolommeo del Bellaccio (ou Bellacci)                             | Pr. du q. Santa Croce. Boucher (beccaio).                                  |
| 1er janvier 1376-29 février 1376   | Jacopo di Bernardo                                                  | Pr. du q. Santa Maria Novella. Marchand de tissu au détail (ritagliatore). |
| 1er janvier 1376-29 février 1376   | Bartolo di Giovanni Siminetti                                       | Pr. du q. Santa Maria Novella.                                             |
| 1er janvier 1376-29 février 1376   | Anibaldo di Benci Carucci                                           | Pr. du q. San Giovanni.                                                    |
| 1er janvier 1376-29 février 1376   | Andrea di Mess. Ugo della Stufa                                     | Pr. du q. San Giovanni.                                                    |
| 1er mars 1376-30 avril 1376        | Niccolò di Giovanni Malegonnelle                                    | Gonf. issu du q. Santa Maria Novella.                                      |
| 1er mars 1376-30 avril 1376        | Jacopo di Lutozzo Nasi                                              | Pr. du q. San Spirito.                                                     |
| 1er mars 1376-30 avril 1376        | Bernardo di Castello da Quarata (ou Quaratesi)                      | Pr. du q. San Spirito.                                                     |
| 1er mars 1376-30 avril 1376        | Giovanni di Mugnaio di Recco da Ghiacceto                           | Pr. du q. Santa Croce.                                                     |
| 1er mars 1376-30 avril 1376        | Bonaccorso di Lapo de'Giovanni                                      | Pr. du q. Santa Croce.                                                     |
| 1er mars 1376-30 avril 1376        | Maestro Jacopo di Paolo Canacci                                     | Pr. du q. Santa Maria Novella. Juge.                                       |
| 1er mars 1376-30 avril 1376        | Giovanni di Salvino Vespucci                                        | Pr. du q. Santa Maria Novella. Forgeron (ferraiolo) ?                      |
| 1er mars 1376-30 avril 1376        | Giovanni di Ventura                                                 | Pr. du q. San Giovanni. Mercier (merciaio).                                |
| 1er mars 1376-30 avril 1376        | Noferi d'Attaviano del Voglia (ou Nofri del Voglia)                 | Pr. du q. San Giovanni.                                                    |
| 1er mai 1376-30 juin 1376          | Biagio di Bonaccio Guasconi                                         | Gonf. issu du q. San Giovanni.                                             |
| 1er mai 1376-30 juin 1376          | Bonaccorso di Rucco Pitti                                           | Pr. du q. San Spirito.                                                     |
| 1er mai 1376-30 juin 1376          | Giovanni di Dino                                                    | Pr. du q. San Spirito. Apothicaire (speziale).                             |
| 1er mai 1376-30 juin 1376          | Niccolò di Vanni Ricoveri                                           | Pr. du q. Santa Croce.                                                     |
| 1er mai 1376-30 juin 1376          | Francesco di Ser Donato Fazzi (ou Fazi)                             | Pr. du q. Santa Croce.                                                     |
| 1er mai 1376-30 juin 1376          | Andrea di Jacopo di Collino Grandoni                                | Pr. du q. Santa Maria Novella. Drapier (lanaiolo).                         |
| 1er mai 1376-30 juin 1376          | Giovanni di Giano                                                   | Pr. du q. Santa Maria Novella. Tisseur sur soie (setaiolo) ?               |
| 1er mai 1376-30 juin 1376          | Giovanni di Rota                                                    | Pr. du q. San Giovanni. Boulanger (fornaio).                               |
| 1er mai 1376-30 juin 1376          | Maestro Batino di Cambiozzo                                         | Pr. du q. San Giovanni. Juge.                                              |
| 1er juillet 1376-31 août 1376      | Jacopo di Bartolo Strada                                            | Gonf. issu du q. San Spirito.                                              |
| 1er juillet 1376-31 août 1376      | Giovanni di Caro (ou Ciari)                                         | Pr. du q. San Spirito. Fripier (rigattiere).                               |
| 1er juillet 1376-31 août 1376      | Firenze del Pancia                                                  | Pr. du q. San Spirito. Cordonnier (calzolaio).                             |
| 1er juillet 1376-31 août 1376      | Bartolo di Ser Tino                                                 | Pr. du q. Santa Croce. Fabricant de tables (tavoliere).                    |
| 1er juillet 1376-31 août 1376      | Cocchio di Donato Cocchi (ou Cocco di Donato Cocchi)                | Pr. du q. Santa Croce. Drapier (lanaiolo).                                 |
| 1er juillet 1376-31 août 1376      | Leonardo Bartolini Salimbeni                                        | Pr. du q. Santa Maria Novella.                                             |
| 1er juillet 1376-31 août 1376      | Filippo d'Ugo                                                       | Pr. du q. Santa Maria Novella. Apothicaire (speziale).                     |
| 1er juillet 1376-31 août 1376      | Jacopo di Giano Gherardini                                          | Pr. du q. San Giovanni.                                                    |
| 1er juillet 1376-31 août 1376      | Noferi d'Andrea di Neri di Lippo del Palagio (ou Nofri del Palazzo) | Pr. du q. San Giovanni.                                                    |
| 1er septembre 1376-31 octobre 1376 | Massaiozzo di Piero Raffacani                                       | Gonf. issu du q. Santa Croce.                                              |
| 1er septembre 1376-31 octobre 1376 | Priore di Feduccio di Cione Falconi                                 | Pr. du q. San Spirito.                                                     |
| 1er septembre 1376-31 octobre 1376 | Borgianni di Puccio                                                 | Pr. du q. San Spirito. Apothicaire (speziale).                             |
| 1er septembre 1376-31 octobre 1376 | Simone di Lapo Corsi                                                | Pr. du q. Santa Croce. Boulanger (fornaciaio).                             |
| 1er septembre 1376-31 octobre 1376 | Orlando del Chiaro                                                  | Pr. du q. Santa Croce. Forgeron (fabbro).                                  |
| 1er septembre 1376-31 octobre 1376 | Recco di Guido Guazza                                               | Pr. du q. Santa Maria Novella.                                             |
| 1er septembre 1376-31 octobre 1376 | Tommaso di Meglio Fagiuoli                                          | Pr. du q. Santa Maria Novella.                                             |
| 1er septembre 1376-31 octobre 1376 | Marco di Bandino da Filicaia                                        | Pr. du q. San Giovanni.                                                    |
| 1er septembre 1376-31 octobre 1376 | Niccolò di Giovanni Cerretani                                       | Pr. du q. San Giovanni.                                                    |
| 1er novembre 1376-31 décembre 1376 | Ghino di Bernardo Anselmi                                           | Gonf. issu du q. Santa Maria Novella.                                      |
| 1er novembre 1376-31 décembre 1376 | Ridolfo di Jacopo Ridolfi                                           | Pr. du q. San Spirito.                                                     |
| 1er novembre 1376-31 décembre 1376 | Jacopo di Neri Paganelli                                            | Pr. du q. San Spirito.                                                     |
| 1er novembre 1376-31 décembre 1376 | Bonaccorso di Vanni                                                 | Pr. du q. Santa Croce. Orfèvre (orafo).                                    |
| 1er novembre 1376-31 décembre 1376 | Giovanni di Lapo Niccolini                                          | Pr. du q. Santa Croce.                                                     |
| 1er novembre 1376-31 décembre 1376 | Cecco di Giandonato (ou Giandonati)                                 | Pr. du q. Santa Maria Novella. Négociant en vins (vinattiere).             |
| 1er novembre 1376-31 décembre 1376 | Maestro Ristoro di Cione                                            | Pr. du q. Santa Maria Novella. Juge.                                       |
| 1er novembre 1376-31 décembre 1376 | Alessandro di Niccolò degli Albizzi                                 | Pr. du q. San Giovanni.                                                    |
| 1er novembre 1376-31 décembre 1376 | Duccio di Giovanni                                                  | Pr. du q. San Giovanni. Sellier (sellaio).                                 |

## 1377
| Période de gouvernement            | Gonfaloniers de Justice et Prieurs                                         | Notes                                                                                  |
| ---------------------------------- | -------------------------------------------------------------------------- | -------------------------------------------------------------------------------------- |
| 1er janvier 1377-28 février 1377   | Migliore di Vieri Guadagni                                                 | Gonf. issu du q. San Giovanni.                                                         |
| 1er janvier 1377-28 février 1377   | Filippo di Recco Capponi                                                   | Pr. du q. San Spirito.                                                                 |
| 1er janvier 1377-28 février 1377   | Antonio di Niccolò di Cione Ridolfi                                        | Pr. du q. San Spirito.                                                                 |
| 1er janvier 1377-28 février 1377   | Marco di Francesco Alberti                                                 | Pr. du q. Santa Croce.                                                                 |
| 1er janvier 1377-28 février 1377   | Bernardo di Mess. Covone Covoni                                            | Pr. du q. Santa Croce.                                                                 |
| 1er janvier 1377-28 février 1377   | Raimondo di Giovanni Vecchietti                                            | Pr. du q. Santa Maria Novella.                                                         |
| 1er janvier 1377-28 février 1377   | Priore del Pera Baldovinetti                                               | Pr. du q. Santa Maria Novella.                                                         |
| 1er janvier 1377-28 février 1377   | Giovanni di Piero Parenti                                                  | Pr. du q. San Giovanni. Armurier (corazzaio).                                          |
| 1er janvier 1377-28 février 1377   | Piero di Piero di Nigi (ou Piero di Pero)                                  | Pr. du q. San Giovanni. Chaudronnier (calderaio).                                      |
| 1er mars 1377-30 avril 1377        | Guido di Giovanni Machiavelli                                              | Gonf. issu du q. San Spirito.                                                          |
| 1er mars 1377-30 avril 1377        | Niccolò di Brunetto di Ventura Brunetti                                    | Pr. du q. San Spirito. Fromager (pizzicagnolo).                                        |
| 1er mars 1377-30 avril 1377        | Falco di Baccio                                                            | Pr. du q. San Spirito. Tavernier (tavernaio).                                          |
| 1er mars 1377-30 avril 1377        | Andrea di Mess. Francesco Salviati                                         | Pr. du q. Santa Croce.                                                                 |
| 1er mars 1377-30 avril 1377        | Jacopo di Ser Zello                                                        | Pr. du q. Santa Croce. Orfèvre (orafo).                                                |
| 1er mars 1377-30 avril 1377        | Jacopo di Doffo Spini, dit Cione                                           | Pr. du q. Santa Maria Novella.                                                         |
| 1er mars 1377-30 avril 1377        | Giovanni di Cecco di Mico                                                  | Pr. du q. Santa Maria Novella. Drapier (lanaiolo).                                     |
| 1er mars 1377-30 avril 1377        | Jacopo di Bartolommeo di Talento de'Medici                                 | Pr. du q. San Giovanni.                                                                |
| 1er mars 1377-30 avril 1377        | Ristoro di Michele Ristori                                                 | Pr. du q. San Giovanni.                                                                |
| 1er mai 1377-30 juin 1377          | Giovanni di Francesco Magalotti                                            | Gonf. issu du q. Santa Croce.                                                          |
| 1er mai 1377-30 juin 1377          | Filippo di Jacopo Marsili                                                  | Pr. du q. San Spirito.                                                                 |
| 1er mai 1377-30 juin 1377          | Zanobi di Giovanni di Cione Mezzuoli (ou Mezzuola, ou Mezzola)             | Pr. du q. San Spirito.                                                                 |
| 1er mai 1377-30 juin 1377          | Niccolò di Salvi, dit Cica                                                 | Pr. du q. Santa Croce. Négociant en vins (vinattiere).                                 |
| 1er mai 1377-30 juin 1377          | Piero Bacchini                                                             | Pr. du q. Santa Croce. Boucher (beccaio).                                              |
| 1er mai 1377-30 juin 1377          | Caroccio Carocci (ou Carucci)                                              | Pr. du q. Santa Maria Novella. Apothicaire (speziale).                                 |
| 1er mai 1377-30 juin 1377          | Barna Valorini                                                             | Pr. du q. Santa Maria Novella.                                                         |
| 1er mai 1377-30 juin 1377          | Giovanni Cambi                                                             | Pr. du q. San Giovanni.                                                                |
| 1er mai 1377-30 juin 1377          | Maestro Giovanni del Maestro Ambruogio                                     | Pr. du q. San Giovanni. Médecin.                                                       |
| 1er juillet 1377-31 août 1377      | Agnolo di Bernardo Ardinghelli (ou Angelo Ardinghelli)                     | Gonf. issu du q. Santa Maria Novella.                                                  |
| 1er juillet 1377-31 août 1377      | Leonardo di Chiaro di Mess. Botte                                          | Pr. du q. San Spirito.                                                                 |
| 1er juillet 1377-31 août 1377      | Benozzo di Francesco d'Andrea del Grasso                                   | Pr. du q. San Spirito.                                                                 |
| 1er juillet 1377-31 août 1377      | Zanobi di Lapuccio del Corda                                               | Pr. du q. Santa Croce.                                                                 |
| 1er juillet 1377-31 août 1377      | Guerriante di Biligiardo Bagnesi                                           | Pr. du q. Santa Croce.                                                                 |
| 1er juillet 1377-31 août 1377      | Giovanni di Ser Dato                                                       | Pr. du q. Santa Maria Novella. Forgeron (manescalco).                                  |
| 1er juillet 1377-31 août 1377      | Niccolò Delli                                                              | Pr. du q. Santa Maria Novella. Fromager (pizzicagnolo). Mort en charge.                |
| 1er juillet 1377-31 août 1377      | Domenico di Guido de'Bardi                                                 | Pr. du q. Santa Maria Novella. Fripier (rigattiere). Élu en remplacement du précédent. |
| 1er juillet 1377-31 août 1377      | Alessandro di Benedetto Gucci                                              | Pr. du q. San Giovanni.                                                                |
| 1er juillet 1377-31 août 1377      | Angelo di Borgognone di Fiorentino (ou Agnolo di Borgognone di Fiorentino) | Pr. du q. San Giovanni.                                                                |
| 1er septembre 1377-31 octobre 1377 | Lapo di Donato Viviani                                                     | Gonf. issu du q. San Giovanni.                                                         |
| 1er septembre 1377-31 octobre 1377 | Gerozzo di Nastagio Cacciafuori                                            | Pr. du q. San Spirito.                                                                 |
| 1er septembre 1377-31 octobre 1377 | Bernardo di Matteo Velluti                                                 | Pr. du q. San Spirito.                                                                 |
| 1er septembre 1377-31 octobre 1377 | Piero di Simone Orlandini                                                  | Pr. du q. Santa Croce.                                                                 |
| 1er septembre 1377-31 octobre 1377 | Bonifazio di Ser Donato Fazzi (ou Fazi)                                    | Pr. du q. Santa Croce.                                                                 |
| 1er septembre 1377-31 octobre 1377 | Lapo di Vanni Rucellai                                                     | Pr. du q. Santa Maria Novella.                                                         |
| 1er septembre 1377-31 octobre 1377 | Baldese di Turino Baldesi (ou Baldese di Terino Baldesi)                   | Pr. du q. Santa Maria Novella.                                                         |
| 1er septembre 1377-31 octobre 1377 | Giovanni di Niccolò                                                        | Pr. du q. San Giovanni. Fabricant de draps de lit (pannolinaio) ?                      |
| 1er septembre 1377-31 octobre 1377 | Niccolò del Chiaro                                                         | Pr. du q. San Giovanni. Forgeron (fabbro).                                             |
| 1er novembre 1377-31 décembre 1377 | Lodovico di Banco di Ser Bartolo                                           | Gonf. issu du q. San Spirito.                                                          |
| 1er novembre 1377-31 décembre 1377 | Niccolò di Bono                                                            | Pr. du q. San Spirito. Tanneur (galigaio).                                             |
| 1er novembre 1377-31 décembre 1377 | Andrea di Niccolino                                                        | Pr. du q. San Spirito. Cordonnier (calzolaio).                                         |
| 1er novembre 1377-31 décembre 1377 | Andrea di Villano di Stoldo Villani                                        | Pr. du q. Santa Croce.                                                                 |
| 1er novembre 1377-31 décembre 1377 | Stefano del Migliore                                                       | Pr. du q. Santa Croce. Fabricant de sacs (borsaio).                                    |
| 1er novembre 1377-31 décembre 1377 | Arrigo di Giovanni Mazzinghi                                               | Pr. du q. Santa Maria Novella.                                                         |
| 1er novembre 1377-31 décembre 1377 | Francesco di Jacopo di Francesco del Bene                                  | Pr. du q. Santa Maria Novella.                                                         |
| 1er novembre 1377-31 décembre 1377 | Noferi di Giovanni di Bartolo Bischeri (ou Nofri Bischeri)                 | Pr. du q. San Giovanni.                                                                |
| 1er novembre 1377-31 décembre 1377 | Niccolò di Mone Guidi                                                      | Pr. du q. San Giovanni.                                                                |

## 1378
| Période de gouvernement            | Gonfaloniers de Justice et Prieurs                                 | Notes |
| ---------------------------------- | ------------------------------------------------------------------ | --- |
| 1er janvier 1378-28 février 1378   | Domenico di Taddeo Borghini                                        | Gonf. issu du q. Santa Croce. |
| 1er janvier 1378-28 février 1378   | Luigi di Giovanni da Quarata (ou Quaratesi)                        | Pr. du q. San Spirito. |
| 1er janvier 1378-28 février 1378   | Bono di Taddeo Strada                                              | Pr. du q. San Spirito. |
| 1er janvier 1378-28 février 1378   | Antonio di Martino                                                 | Pr. du q. Santa Croce. Boucher (beccaio). |
| 1er janvier 1378-28 février 1378   | Mese di Guccio                                                     | Pr. du q. Santa Croce. Artisan du cuir (coreggiaio). |
| 1er janvier 1378-28 février 1378   | Leonardo di Mess. Giovanni Strozzi                                 | Pr. du q. Santa Maria Novella. |
| 1er janvier 1378-28 février 1378   | Simone di Mess. Bindo Altoviti                                     | Pr. du q. Santa Maria Novella. |
| 1er janvier 1378-28 février 1378   | Chiarissimo di Meo Cionacci                                        | Pr. du q. San Giovanni. |
| 1er janvier 1378-28 février 1378   | Bianco di Bonso                                                    | Pr. du q. San Giovanni. Marchand de tissu au détail (ritagliatore). |
| 1er mars 1378-30 avril 1378        | Leonardo di Niccolò Beccanugi                                      | Gonf. issu du q. Santa Maria Novella. |
| 1er mars 1378-30 avril 1378        | Zanobi di Bartolo Filippi                                          | Pr. du q. San Spirito. |
| 1er mars 1378-30 avril 1378        | Giovanni di Bartolo di Cenni Biliotti                              | Pr. du q. San Spirito. |
| 1er mars 1378-30 avril 1378        | Bello di Niccolò Mancini                                           | Pr. du q. Santa Croce. |
| 1er mars 1378-30 avril 1378        | Francesco di Casino                                                | Pr. du q. Santa Croce. |
| 1er mars 1378-30 avril 1378        | Bernardo d'Andrea                                                  | Pr. du q. Santa Maria Novella. Armurier (corazzaio). |
| 1er mars 1378-30 avril 1378        | Romolo di Cecco                                                    | Pr. du q. Santa Maria Novella. Boucher (beccaio). |
| 1er mars 1378-30 avril 1378        | Bartolo di Niccolò di Luti Rittafedi (ou Bardo di Niccolò Rittafe) | Pr. du q. San Giovanni. |
| 1er mars 1378-30 avril 1378        | Bernardo d'Aldobrandino di Lapo Rinaldi (ou Barnaba Rinaldi)       | Pr. du q. San Giovanni. |
| 1er mai 1378-30 juin 1378          | Salvestro di Mess. Alamanno de'Medici                              | Gonf. issu du q. San Giovanni. |
| 1er mai 1378-30 juin 1378          | Francesco di Feduccio di Cione Falconi                             | Pr. du q. San Spirito. |
| 1er mai 1378-30 juin 1378          | Niccolò di Filippo Alberti                                         | Pr. du q. San Spirito. |
| 1er mai 1378-30 juin 1378          | Piero di Fronte                                                    | Pr. du q. Santa Croce. Drapier (lanaiolo). |
| 1er mai 1378-30 juin 1378          | Francesco di Spinello                                              | Pr. du q. Santa Croce. Marchand de fourrure de vair (vaiaio) ? |
| 1er mai 1378-30 juin 1378          | Lorenzo di Matteo Boninsegna (ou Buoninsegni)                      | Pr. du q. Santa Maria Novella. |
| 1er mai 1378-30 juin 1378          | Simone di Benedetto di Gherardo del Bello                          | Pr. du q. Santa Maria Novella. |
| 1er mai 1378-30 juin 1378          | Simone di Bartolino                                                | Pr. du q. San Giovanni. Cordonnier (calzolaio). |
| 1er mai 1378-30 juin 1378          | Piero di Cenni Ghetti                                              | Pr. du q. San Giovanni. Fabricant d'épées (spadaio) ? |
| 1er juillet 1378-22 juillet 1378   | Luigi di Mess. Piero Guicciardini                                  | Gonf. issu du q. San Spirito. |
| 1er juillet 1378-22 juillet 1378   | Brancazio di Berto Borsi                                           | Pr. du q. San Spirito. Maréchal-ferrant (ferratore). |
| 1er juillet 1378-22 juillet 1378   | Tommaso di Serotino Brancacci                                      | Pr. du q. San Spirito. |
| 1er juillet 1378-22 juillet 1378   | Pierozzo di Piero Peri                                             | Pr. du q. Santa Croce. |
| 1er juillet 1378-22 juillet 1378   | Zanobi di Cambio Orlandi                                           | Pr. du q. Santa Croce. |
| 1er juillet 1378-22 juillet 1378   | Manetto di Giovanni Davanzati                                      | Pr. du q. Santa Maria Novella. |
| 1er juillet 1378-22 juillet 1378   | Alamanno di Mess. Alamanno Acciaiuoli                              | Pr. du q. Santa Maria Novella. |
| 1er juillet 1378-22 juillet 1378   | Niccolò di Lapo del Nero Carucci di Madonna                        | Pr. du q. San Giovanni. |
| 1er juillet 1378-22 juillet 1378   | Guerriante di Matteo Marignolli                                    | Pr. du q. San Giovanni. |
| 23 juillet 1378-31 août 1378       | Michele di Lando                                                   | Gonf. représentant le Popolo minuto et issu du q. San Giovanni. Cardeur de laine (scardassiere).                                                                        |
| 23 juillet 1378-31 août 1378       | Giovanni d'Agnolo Capponi                                          | Pr. représentant les Arts majeurs et issu du q. San Spirito. Drapier (lanaiolo).                                                                                        |
| 23 juillet 1378-31 août 1378       | Leoncino di Franchino                                              | Pr. représentant le Popolo minuto et issu du q. San Spirito. Cardeur de laine (scardassiere).                                                                           |
| 23 juillet 1378-31 août 1378       | Spinello di Simone Borsi                                           | Pr. représentant le Popolo minuto et issu du q. Santa Croce. |
| 23 juillet 1378-31 août 1378       | Silvestro di Jacopo Compiobbesi                                    | Pr. représentant les Arts mineurs et issu du q. Santa Croce. Boulanger (fornaciaio).                                                                                    |
| 23 juillet 1378-31 août 1378       | Silvestro di Giovanni                                              | Pr. représentant le Popolo minuto et issu du q. Santa Maria Novella. Teinturier (tintore).                                                                              |
| 23 juillet 1378-31 août 1378       | Bonaccorso di Giovanni                                             | Pr. représentant le Popolo minuto et issu du q. Santa Maria Novella. Cardeur de laine (scardassiere).                                                                   |
| 23 juillet 1378-31 août 1378       | Giovanni di Bartolo                                                | Pr. représentant les Arts majeurs et issu du q. San Giovanni. Apothicaire (speziale).                                                                                   |
| 23 juillet 1378-31 août 1378       | Benedetto di Tendi da Carlona                                      | Pr. représentant les Arts mineurs et issu du q. San Giovanni. Marchand de chaussures (pianellaio).                                                                      |
| 1er septembre 1378-31 octobre 1378 | Bartolo di Jacopo, dit Baroccio                                    | Gonf. issu du q. San Spirito. Cardeur de laine (scardassiere). L'Art des cardeurs de laine n'étant plus reconnu par la République, Baroccio est démis de ses fonctions. |
| 1er septembre 1378-31 octobre 1378 | Francesco di Chele                                                 | Gonf. issu du q. San Spirito. Fripier (rigattiere). Élu en remplacement du précédent.                                                                                   |
| 1er septembre 1378-31 octobre 1378 | Agnolo d'Uguccione Tigliamochi (ou Angelo, ou Angiolo Tigliamochi) | Pr. du q. San Spirito. Drapier (lanaiolo). |
| 1er septembre 1378-31 octobre 1378 | Michele Carelli                                                    | Pr. du q. San Spirito. Tonnelier (bottaio). |
| 1er septembre 1378-31 octobre 1378 | Benincasa di Francesco di Bruno                                    | Pr. du q. Santa Croce. Vendeur de tissu (cimatore). |
| 1er septembre 1378-31 octobre 1378 | Giovanni d'Ugolino                                                 | Pr. du q. Santa Croce. Forgeron (fabbro). |
| 1er septembre 1378-31 octobre 1378 | Taddeo di Neri                                                     | Pr. du q. Santa Maria Novella. Brodeur (ricamatore). |
| 1er septembre 1378-31 octobre 1378 | Giovanni di Domenico, dit Tria                                     | Pr. du q. Santa Maria Novella. Cardeur de laine (scardassiere). L'Art des cardeurs de laine n'étant plus reconnu par la République, Tria est démis de ses fonctions.    |
| 1er septembre 1378-31 octobre 1378 | Giorgio di Francesco Scali                                         | Pr. du q. Santa Maria Novella. Élu en remplacement du précédent. |
| 1er septembre 1378-31 octobre 1378 | Domenico di Lapo di Giglio                                         | Pr. du q. San Giovanni. Marchand (mercatante). |
| 1er septembre 1378-31 octobre 1378 | Francesco di Michele                                               | Pr. du q. San Giovanni. Forgeron (fabbro). |
| 1er novembre 1378-31 décembre 1378 | Andrea di Mess. Francesco Salviati                                 | Gonf. issu du q. Santa Croce. |
| 1er novembre 1378-31 décembre 1378 | Dinozzo di Stefano di Lippo                                        | Pr. du q. San Spirito. Marchand (mercatante). |
| 1er novembre 1378-31 décembre 1378 | Maestro Piero di Berto Marangoni                                   | Pr. du q. San Spirito. |
| 1er novembre 1378-31 décembre 1378 | Rosso di Piero                                                     | Pr. du q. Santa Croce. Tanneur (galigaio). |
| 1er novembre 1378-31 décembre 1378 | Domenico di Giovanni Cenni                                         | Pr. du q. Santa Croce. Fabricant de ciseaux (forbiciaio). |
| 1er novembre 1378-31 décembre 1378 | Luigi di Lippo Aldobrandini                                        | Pr. du q. Santa Maria Novella. |
| 1er novembre 1378-31 décembre 1378 | Angiolo di Puccio (ou Agnolo di Puccio)                            | Pr. du q. Santa Maria Novella. Chapelier (cappellaio). |
| 1er novembre 1378-31 décembre 1378 | Amedeo di Goro (ou Moddeo di Goro)                                 | Pr. du q. San Giovanni. Sellier (sellaio). |
| 1er novembre 1378-31 décembre 1378 | Romolo di Marco                                                    | Pr. du q. San Giovanni. Hôtelier (albergatore). |

## 1379
| Période de gouvernement            | Gonfaloniers de Justice et Prieurs                      | Notes                                                                         |
| ---------------------------------- | ------------------------------------------------------- | ----------------------------------------------------------------------------- |
| 1er janvier 1379-28 février 1379   | Mess. Giovanni di Mone                                  | Gonf. issu du q. San Giovanni. Chevalier. Marchand de blé (biadaiolo).        |
| 1er janvier 1379-28 février 1379   | Matteo di Bonaccorso Alderotti                          | Pr. du q. San Spirito.                                                        |
| 1er janvier 1379-28 février 1379   | Matteo di Chele                                         | Pr. du q. San Spirito. Tavernier (tavernaio).                                 |
| 1er janvier 1379-28 février 1379   | Paolo di Filippo Gucci                                  | Pr. du q. Santa Croce. Marchand de tissu au détail (ritagliatore).            |
| 1er janvier 1379-28 février 1379   | Bartolo Sanguigni                                       | Pr. du q. Santa Croce. Cordonnier (calzolaio).                                |
| 1er janvier 1379-28 février 1379   | Niccolò di Naddo di Manno                               | Pr. du q. Santa Maria Novella. Drapier (lanaiolo).                            |
| 1er janvier 1379-28 février 1379   | Lorenzo di Simone                                       | Pr. du q. Santa Maria Novella. Serrurier, fabricant de serrures (chiavaiolo). |
| 1er janvier 1379-28 février 1379   | Ugolino Martelli                                        | Pr. du q. San Giovanni. Exploitant d'entrepôts (fondaco) ?                    |
| 1er janvier 1379-28 février 1379   | Leonardo di Bellincione                                 | Pr. du q. San Giovanni. Fabricant de savon (saponaio).                        |
| 1er mars 1379-30 avril 1379        | Francesco di Neri Ardinghelli                           | Gonf. issu du q. Santa Maria Novella.                                         |
| 1er mars 1379-30 avril 1379        | Matteo di Niccolò Corsini                               | Pr. du q. San Spirito. Drapier (lanaiolo).                                    |
| 1er mars 1379-30 avril 1379        | Cenno di Mannuccio (ou Cecco di Manuccio)               | Pr. du q. San Spirito. Fabricant de doublures (farsettaio).                   |
| 1er mars 1379-30 avril 1379        | Rinaldo di Ghingo                                       | Pr. du q. Santa Croce. Changeur de monnaie (cambiatore).                      |
| 1er mars 1379-30 avril 1379        | Matteo di Paolo                                         | Pr. du q. Santa Croce. Tanneur (galigaio).                                    |
| 1er mars 1379-30 avril 1379        | Marco d'Uberto Strozzi                                  | Pr. du q. Santa Maria Novella.                                                |
| 1er mars 1379-30 avril 1379        | Bartolommeo di Maffeo Grazelli (ou Bartolone Grincelli) | Pr. du q. Santa Maria Novella. Marchand de blé (biadaiolo).                   |
| 1er mars 1379-30 avril 1379        | Ser Niccolò di Manetto                                  | Pr. du q. San Giovanni. Drapier (lanaiolo).                                   |
| 1er mars 1379-30 avril 1379        | Francesco di Jacopo di Cionino Lemmi                    | Pr. du q. San Giovanni. Fabricant de savon (saponaio).                        |
| 1er mai 1379-30 juin 1379          | Bono del Pace                                           | Gonf. issu du q. Santa Maria Novella. Marchand de lin (linaiolo).             |
| 1er mai 1379-30 juin 1379          | Filippo di Tommaso Corbinelli                           | Pr. du q. San Spirito. Drapier (lanaiolo).                                    |
| 1er mai 1379-30 juin 1379          | Tommaso di Bartolo di Fante                             | Pr. du q. San Spirito. Cardeur (cardaiolo).                                   |
| 1er mai 1379-30 juin 1379          | Lorenzo di Romeo                                        | Pr. du q. Santa Croce. Cordonnier (calzolaio).                                |
| 1er mai 1379-30 juin 1379          | Giuliano d'Andrea                                       | Pr. du q. Santa Croce. Barbier (barbiere).                                    |
| 1er mai 1379-30 juin 1379          | Giovanni di Matteo di Ser Giovanni                      | Pr. du q. Santa Maria Novella. Changeur de monnaie (cambiatore).              |
| 1er mai 1379-30 juin 1379          | Giovanni di Luca                                        | Pr. du q. Santa Maria Novella. Tisserand (pezzaio).                           |
| 1er mai 1379-30 juin 1379          | Talento di Duccio                                       | Pr. du q. San Giovanni. Fabricant de balances (bilanciaio) ?                  |
| 1er mai 1379-30 juin 1379          | Albizzo di Guiduccio                                    | Pr. du q. San Giovanni. Boucher (beccaio).                                    |
| 1er juillet 1379-31 août 1379      | Nardo di Chele Pagnini                                  | Gonf. issu du q. San Giovanni. Drapier (lanaiolo).                            |
| 1er juillet 1379-31 août 1379      | Jacopo di Lutozzo Nasi                                  | Pr. du q. San Spirito. Marchand (mercatante).                                 |
| 1er juillet 1379-31 août 1379      | Gennaio di Tuccio                                       | Pr. du q. San Spirito. Vendeur de tissu (cimatore).                           |
| 1er juillet 1379-31 août 1379      | Giovanni di Ser Rucco                                   | Pr. du q. Santa Croce. Drapier (lanaiolo).                                    |
| 1er juillet 1379-31 août 1379      | Nese di Durante                                         | Pr. du q. Santa Croce. Fabricant de ciseaux (forbiciaio).                     |
| 1er juillet 1379-31 août 1379      | Brancazio di Puccio Carletti                            | Pr. du q. Santa Maria Novella.                                                |
| 1er juillet 1379-31 août 1379      | Bartolommeo di Zanobi                                   | Pr. du q. Santa Maria Novella. Fripier (rigattiere).                          |
| 1er juillet 1379-31 août 1379      | Piero di Giovanni                                       | Pr. du q. San Giovanni. Apothicaire (speziale).                               |
| 1er juillet 1379-31 août 1379      | Niccolò di Giovanni Neri                                | Pr. du q. San Giovanni. Artisan du cuir (coreggiaio).                         |
| 1er septembre 1379-31 octobre 1379 | Jacopo di Zanobi, dit Giglio                            | Gonf. issu du q. Santa Croce. Marchand de blé (biadaiolo).                    |
| 1er septembre 1379-31 octobre 1379 | Jacopo d'Accerito                                       | Pr. du q. San Spirito. Drapier (lanaiolo).                                    |
| 1er septembre 1379-31 octobre 1379 | Francesco di Martino                                    | Pr. du q. San Spirito. Artisan du cuir (coreggiaio).                          |
| 1er septembre 1379-31 octobre 1379 | Jacopo di Giovanni Risaliti                             | Pr. du q. Santa Croce.                                                        |
| 1er septembre 1379-31 octobre 1379 | Vanni Mannucci                                          | Pr. du q. Santa Croce. Tanneur (galigaio).                                    |
| 1er septembre 1379-31 octobre 1379 | Giovanni di Giano                                       | Pr. du q. Santa Maria Novella. Tisseur sur soie (setaiolo) ?                  |
| 1er septembre 1379-31 octobre 1379 | Antonio d'Arrigo                                        | Pr. du q. Santa Maria Novella. Vendeur de tissu (cimatore).                   |
| 1er septembre 1379-31 octobre 1379 | Alberto di Bonaccorso Alberti                           | Pr. du q. San Giovanni. Drapier (lanaiolo).                                   |
| 1er septembre 1379-31 octobre 1379 | Sandro di Lorenzo Pagagnotti                            | Pr. du q. San Giovanni. Menuisier (legnaiolo).                                |
| 1er novembre 1379-31 décembre 1379 | Niccolò di Bono Rinucci                                 | Gonf. issu du q. San Spirito.                                                 |
| 1er novembre 1379-31 décembre 1379 | Banco di Zanobi di Banco                                | Pr. du q. San Spirito.                                                        |
| 1er novembre 1379-31 décembre 1379 | Sandro di Basilio                                       | Pr. du q. San Spirito. Teinturier (tintore).                                  |
| 1er novembre 1379-31 décembre 1379 | Francesco di Caccino Ricoveri                           | Pr. du q. Santa Croce. Marchand de tissu au détail (ritagliatore).            |
| 1er novembre 1379-31 décembre 1379 | Filippo di Ghese                                        | Pr. du q. Santa Croce. Menuisier (legnaiolo).                                 |
| 1er novembre 1379-31 décembre 1379 | Marchionne di Coppo Stefani                             | Pr. du q. Santa Maria Novella.                                                |
| 1er novembre 1379-31 décembre 1379 | Domenico di Michele                                     | Pr. du q. Santa Maria Novella. Artisan du cuir (coreggiaio).                  |
| 1er novembre 1379-31 décembre 1379 | Antonio Zampini                                         | Pr. du q. San Giovanni. Drapier (lanaiolo).                                   |
| 1er novembre 1379-31 décembre 1379 | Bono di Francesco, dit Bramante                         | Pr. du q. San Giovanni. Boucher (beccaio).                                    |